# Viktor Ianukovytch
Víktor Fédorovytch Ianukóvytch (em ucraniano Ві́ктор Фе́дорович Януко́вич; Ienakiieve, 9 de julho de 1950) é um político ucraniano que foi presidente da Ucrânia de 25 de fevereiro de 2010 até 22 de fevereiro de 2014, quando foi deposto após 93 dias de intensos protestos populares contra sua aproximação com a Rússia, por rejeitar o acordo com União Europeia, a corrupção em seu governo e as tentativas de mudar a constituição. Também foi o líder do Partido das Regiões, um dos principais partidos políticos da Ucrânia, atualmente na oposição.
Durante o começo de sua carreira política, sempre foi visto como um político pró-Rússia, se tornando governador do Oblast de Donetsk e depois primeiro-ministro do país de 2004 a 2005 e depois de 2006 a 2007. Após a Revolução Laranja, foi um dos principais líderes de oposição ao chamado "Bloco Tymoshenko". Na eleição presidencial de 2010, Ianukóvytch foi eleito presidente com 49% dos votos, recebendo apoio principalmente da região leste do país. Nos anos que precederam a sua eleição, a Ucrânia vinha se aproximando da União Europeia (UE). O presidente Ianukóvytch, embora abertamente defendesse uma aproximação com a UE, afirmava que boas relações também tinham que ser cultivadas com a Rússia, a fim de garantir a neutralidade do país. Porém, uma vez como presidente, priorizou boas relações com Moscou em detrimento do Ocidente.
Em novembro de 2013, em meio à estagnação econômica, o Presidente Ianukóvytch formalmente rejeitou um há muito negociado acordo de cooperação com a União Europeia e aceitou uma série de empréstimos oferecidos pelo governo russo. Ao mesmo tempo, ele iniciou um processo de aproximação política com Moscou. Isso levou a uma série de protestos no oeste da Ucrânia, chamado de "Euromaidan", com a população ucraniana exigindo a normalização das relações com o Ocidente, o fim da corrupção e contra outras medidas tomadas por seu governo. Em janeiro de 2014, os protestos foram ficando mais violentos, especialmente na região de Kiev, com várias pessoas sendo mortas. Nesse meio tempo, protestos pró-Rússia também foram reportados no leste. Com o país parecendo à beira de uma guerra civil, pressão começou a crescer em cima do Presidente Ianukóvytch. Em fevereiro de 2014, após um acordo com a oposição, ele deixou a capital e fugiu para a cidade de Carcóvia. Em seguida ele partiu para o exílio na Rússia. No dia seguinte à sua fuga, em 22 de fevereiro, o Parlamento da Ucrânia votou para removê-lo do cargo, sendo despojado oficialmente do título de presidente em junho de 2015.
Em 24 de janeiro de 2019, um tribunal ucraniano condenou Ianukóvytch, à revelia, a treze anos de prisão, por alta traição. Nesse meio tempo, o leste da Ucrânia foi engolfado numa violenta guerra civil entre tropas leais a Kiev e forças separatistas pró-Rússia, na região da Bacia do Donets (Donbass). Várias fontes e pesquisas de opinião listam Ianukóvytch como o pior presidente na história da Ucrânia.
Atualmente, acredita-se que Ianukóvytch vive exilado na Rússia. Em fevereiro de 2022, no momento da Invasão da Ucrânia pela Rússia, o jornal Ukrainska Pravda informou que fontes de inteligência ucraniana acreditavam que Ianukóvytch podia estar em Minsk, na Bielorrússia, e que era intenção da Rússia declarar Ianukóvytch como presidente da Ucrânia no caso de forças russas ganharem o controle de Kiev.